# پیاسکی (شهرستان خاینووکا)
پیاسکی (به لهستانی:  Piaski) یک روستا در لهستان است که در گمینا دوبیچه تسرکیونه واقع شده‌است.